# ادوارد ماشری
ادوارد ماشری (به انگلیسی: Edouard Machery) استاد فلسفه دانشگاه پیتسبرگ است.

## زندگی
ادوارد ماشری در سال ۱۳۸۳ دکترای فلسفه را در دانشگاه سوربن به پایان رساند.

## آثار
آثار ادوارد ماشری در زمینه فلسفه و علوم شناختی است.
http://www.rotman.uwo.ca/interview-with-dr-mazviita-chirimuuta
https://global.oup.com/academic/product/doing-without-concepts-9780195306880?cc=us&lang=en
http://www.wmich.edu/wmu/news/2010/11/048.shtml

## نقد و بررسی آثار
آثار ادوارد ماشری توسط منتقدان مورد نقد و بررسی قرار گرفته‌است. برخی از این نقدهای آثار او عبارت است از:
- نقد اثر ادوارد ماشری در سال ۲۰۰۹ در مجله Philosophical Reviews

http://ndpr.nd.edu/news/doing-without-concepts
- نقد اثر ادوارد ماشری در سال ۲۰۱۴ در سایت آکادمیا

http://www.academia.edu/15128229/Review_of_Edouard_Machery_and_Elizabeth_ONeill_eds._Current_Controversies_in_Experimental_Philosophy_Routledge_2014_Notre_Dame_Philosophical_Reviews_
- نقد اثر ادوارد ماشری در سال ۲۰۱۱ در سایت بنیامینز

https://benjamins.com/#catalog/journals/pc.19.1.07blo/details
- نقد اثر ادوارد ماشری در سال ۲۰۱۱ در مجله

Philosophical psychology
http://www.tandfonline.com.proxy.bibliotheques.uqam.ca:2048/doi/abs/10.1080/09515089.2010.544520

## مصاحبه‌ها
برخی از مصاحبههایی که با ادوارد ماشری دربارهٔ نظریات فلسفیاش انجام شده عبارت است از:
http://www.philosoph%5Bپیوند+مرده%5D
https://web.archive.org/web/20171213132714/http://www.3ammagazine.com/3am/without-concepts/
http://philosophyofbrains.com/2017/01/30/an-interview-with-edouard-machery-on-the-sci-phi-podcast.aspx
http://tonysobrado.org/index.php/the-biggest-questions-podcast-series/what-is-consciousness/interview-and-discussion-with-professor-edouard-machery/
https://thephilosopherseye.com/2012/03/15/new-naturalistic-philosophy-editor-for-philosophy-compass/%5Bپیوند+مرده%5D
https://www.philosophersmag.com/essays/153-can-psychologists-tell-us-anything-about-philosophy

## جوایز و افتخارات
ادوارد ماشری جایزه صدراعظم را در سال ۲۰۱۱ از دانشگاه پیتسبرگ دریافت کرد. او همچنین جایزه استانتون را از انجمن فلسفه و روانشناسی در سال ۲۰۱۳ دریافت کرد.
http://www.pitt.edu/~pittcntr/About/director.html
https://www.chronicle.pitt.edu/story/chancellor-announces-2011-distinguished-research-awards